# オリオラ・サンデー
オリオラ・サンデー（Oriola Sunday、2003年4月18日 - ）は、ナイジェリア出身のプロサッカー選手。Jリーグ・RB大宮アルディージャ所属。ポジションはフォワード（FW）。

## 略歴
2019年、京都府にある福知山成美高等学校国際コースの留学生として来日。
2021年11月、2022年シーズンからの徳島ヴォルティス加入内定が発表された。
2022年より徳島ヴォルティスに正式加入。2月19日、J2リーグ第1節のツエーゲン金沢戦でJリーグデビューを飾った。
2023年8月、ヴァンラーレ八戸に期限付き移籍で加入した。
2024年7月11日、大宮アルディージャに完全移籍で加入した。第24節金沢戦で移籍後初ゴールを含む2ゴールを挙げた。

## 所属クラブ
- IBスポーツドリームスFC
- 福知山成美高等学校
- 2022年 - 2024年7月  徳島ヴォルティス
  - 2023年8月 - 2024年7月  ヴァンラーレ八戸（期限付き移籍）
- 2024年7月 -  大宮アルディージャ / RB大宮アルディージャ

## 個人成績
| 国内大会個人成績 | 国内大会個人成績 | 国内大会個人成績 | 国内大会個人成績 | 国内大会個人成績 | 国内大会個人成績 | 国内大会個人成績 | 国内大会個人成績 | 国内大会個人成績 | 国内大会個人成績 | 国内大会個人成績 | 国内大会個人成績 |
| 年度             | クラブ           | 背番号           | リーグ           | リーグ戦         | リーグ戦         | リーグ杯         | リーグ杯         | オープン杯       | オープン杯       | 期間通算         | 期間通算         |
| 年度             | クラブ           | 背番号           | リーグ           | 出場             | 得点             | 出場             | 得点             | 出場             | 得点             | 出場             | 得点             |
| 日本             | 日本             | 日本             | 日本             | リーグ戦         | リーグ戦         | リーグ杯         | リーグ杯         | 天皇杯           | 天皇杯           | 期間通算         | 期間通算         |
| ---------------- | ---------------- | ---------------- | ---------------- | ---------------- | ---------------- | ---------------- | ---------------- | ---------------- | ---------------- | ---------------- | ---------------- |
| 2022             | 徳島             | 34               | J2               | 6                | 0                | 5                | 0                | 1                | 0                | 12               | 0                |
| 2023             | 徳島             | 34               | J2               | 1                | 0                | -                | -                | 0                | 0                | 1                | 0                |
| 2023             | 八戸             | 90               | J3               | 14               | 3                | -                | -                | -                | -                | 14               | 3                |
| 2024             | 八戸             | 90               | J3               | 19               | 2                | 2                | 0                | 2                | 0                | 23               | 2                |
| 2024             | 大宮             | 90               | J3               | 15               | 5                | -                | -                | -                | -                | 15               | 5                |
| 通算             | 日本             | 日本             | J2               | 7                | 0                | 5                | 0                | 1                | 0                | 13               | 0                |
| 通算             | 日本             | 日本             | J3               | 48               | 10               | 2                | 0                | 2                | 0                | 52               | 10               |
| 総通算           | 総通算           | 総通算           | 総通算           | 55               | 10               | 7                | 0                | 3                | 0                | 65               | 10               |

出場歴
- Jリーグ初出場 - 2022年2月19日 J2第1節 ツエーゲン金沢戦（鳴門・大塚スポーツパークポカリスエットスタジアム）
- Jリーグ初得点 - 2023年10月8日 J3第30節 AC長野パルセイロ戦（長野Ｕスタジアム）

## タイトル

### クラブ
大宮アルディージャ
- J3リーグ：1回（2024年）